# Sørfold
Gmina Sørfold (norw. Sørfold kommune) – norweska gmina leżąca w regionie Nordland. Jej siedzibą jest miasto Straumen.
Sørfold jest 41. norweską gminą pod względem powierzchni.
W Straumen znajduje się pomnik flądry, którego elementy wydają dźwięki - melodie inspirowane twórczością Edvarda Griega. Znajdują się tutaj również miniaturowe rzeźby Nilsa Aasa.

## Demografia
Według danych z roku 2005 gminę zamieszkuje 2153 osób. Gęstość zaludnienia wynosi 1,3 os./km². Pod względem zaludnienia Sørfold zajmuje 329. miejsce wśród norweskich gmin.
| ludność stan na 1 stycznia 2005 |         |           |       |
|                                 | kobiety | mężczyźni | razem |
| osób                            | 1091    | 1062      | 2153  |
| %                               | 50,67%  | 49,33%    | 100%  |

| wykształcenie stan na 1 października 2004 |        |         |        |        |
|                                           | podst. | średnie | wyższe | niezn. |
| osób                                      | 588    | 953     | 209    | 12     |
| %                                         | 33,37% | 54,09%  | 11,86% | 0,68%  |

## Edukacja
Według danych z 1 października 2004:
- liczba szkół podstawowych (norw. grunnskolar): 5
- liczba uczniów szkół podst.: 275

## Władze gminy
Według danych na rok 2011 administratorem gminy (norw. rådmann) jest Torbjørn Winther, natomiast burmistrzem (norw. ordfører, d. borgermester) jest Lars K Hansen Evjenth.